# 10.2 surround sound
10.2 é o formato de surround sound desenvolvido pelo criador THX Tomlinson Holman da TMH Labs e University of Southern California (escolas de Artes Cinematográficas e Engenharia). Desenvolvido junto com Chris Kyriakakis do Viterbi Escola de Engenharia USC, 10.2 refere-se ao slogan do formato: "Duas vezes tão bom quanto o 5.1". No entanto, há, na verdade, pode ser 14 canais discretos se os canais surround ponto esquerdo e direito estão incluídos. Ele afirma que 5,1, um nome que ele mesmo veio com em 1987, foi escolhido como foi "o número mínimo de canais necessários para dar uma sensação de espaço". Holman e outros afirmam que as taxas de amostragem mais elevadas, o que é uma tendência recente em gravação digital, não tem um efeito perceptível significativa e que a próxima fronteira em engenharia de som é aumentar o número de canais discretos de conhecer a percepção do som espacial humano.

## Instalações
Um sistema de surround sound de 10.2 foi demonstrado na Audyssey em Los Angeles e em áudio e vídeo de Bjorn em San Antonio, Texas.
Universidade de Nova York afirma ter duas 10,2 sistemas de som surround criados em seu novo complexo de 6,5 milhões de dólares em tecnologia musical Steinhardt School. Um em um estúdio de gravação e um em uma sala de projeção. Os produtos já estão sendo vendidos para acomodar 10,2 sistemas de som envolvente, tais como tomadas de alto-falante na parede.
Actualmente, há apenas um padrão para configurações surround 5.1. 6.1 e 7.1 têm nenhum padrão, e adicionar canais para a parte traseira em vez da frente, o que só pode ser concebida como uma ferramenta de marketing como sonoramente a frente precisa de mais canais. Audyssey afirmou que um medo de comercialização de 10,2 sistemas será que, ironicamente, a qualidade pode ser diminuído em vez de aumentar. Isso ocorre porque os comerciantes vão empurrar para manter os preços relativamente o mesmo e, para isso, com quatro alto-falantes adicionais e dois subwoofers quase certamente irá diminuir a qualidade.